# Kelvin Davis (homme politique)
Pour les articles homonymes, voir Kelvin Davis.
Kelvin Davis, né le 2 mars 1967 à Kawakawa, est un homme politique néo-zélandais, membre du Parti travailliste.
De 2017 à 2023, il est ministre des Enfants, des Relations entre la Couronne et les Maoris et ministre des Services pénitentiaires dans les gouvernements de Jacinda Ardern et de Chris Hipkins.

## Biographie
D'ascendance maorie, de l’iwi Ngapuhi, il grandit dans la baie des Îles dans le nord de la Nouvelle-Zélande. Dans les années 1980 il s'installe à Mangere, dans la banlieue d'Auckland, pour y travailler comme enseignant. Il devient par la suite proviseur de l'école de Karetu, dans la région du Northland.
Membre du Parti travailliste (centre-gauche), il est élu député à la Chambre des représentants lors des élections législatives de 2008. Bien que battu dans la circonscription maorie de Te Tai Tokerau (qui couvre l'extrême-nord du pays), il entre au Parlement grâce au scrutin de liste, et siège sur les bancs de l'opposition. Il perd son siège aux élections de 2011, mais le retrouve en 2014 en raison de la démission du député travailliste Shane Jones. Quelques mois plus tard il remporte la circonscription de Te Tai Tokerau lors des élections législatives de 2014, et la conserve à celles de 2017,.
Il devient vice-chef du Parti travailliste, et donc vice-chef de l'Opposition parlementaire, le 1er août 2017, secondant Jacinda Ardern. Il est le premier Maori à occuper cette fonction dans le parti. Les travaillistes forment en octobre un gouvernement de coalition avec le parti Nouvelle-Zélande d'abord (NZF, droite populiste) et le Parti vert (gauche écologiste). Jacinda Ardern devient Première ministre, tandis que Winston Peters, chef du NZF et proche ami de Kelvin Davis, devient vice-Premier ministre. Davis est nommé ministre des Relations entre la Couronne et les Maoris (c'est-à-dire entre le gouvernement et les Maoris), ministre des Services pénitentiaires, et ministre du Tourisme.